# Région des lacs de Brodnica
Pour les articles homonymes, voir Brodnica (homonymie).
La région des lacs de Brodnica (en polonais : Pojezierze Brodnickie) (312.15[Quoi ?]) est une mésorégion[Quoi ?] physico-géographique (région des lacs, en polonais : pojezierze) située dans la partie nord-est de la voïvodie de Couïavie-Poméranie. Elle s'étend dans le bassin de la Vistule et de ses affluents de la rive droite : la rivière Skrwa, la rivière Drwęca et la rivière Osa. L'axe hydrographique de la région est Drwęca - le plus long affluent de la rive droite de la basse Vistule. La plus grande ville de la région est Brodnica. Sur la carte administrative de la Pologne, à peu près, au nord et à l'est, elle est limitée par le powiat de Nowe Miasto Lubawskie (en polonais : powiat nowomiejski) et le powiat de Działdowo (powiat działdowski) (voïvodie de Varmie-Mazurie), du sud-est avec le powiat de Żuromin (powiat żuromiński) (voïvodie de Varmie-Mazurie), du sud avec le powiat de Rypin (powiat rypiński), du sud-ouest avec le powiat de Golub-Dobrzyń (powiat Golubsko-Dobrzyński), de l'ouest avec le powiat de Wąbrzeźno (powiat wąbrzeski), et du nord-ouest avec le powiat de Grudziądz (powiat Grudziądzki).

## Tourisme
La région des lacs de Brodnica compte plus d'une centaine de lacs d'une superficie de plus d'un hectare. Les lacs glaciaires dominent ici et beaucoup d'entre eux sont reliés par des cours d'eau. Le plus grand réservoir d'eau est celui de lac Wielkie Partyczyny (superficie de 324 ha). La région est relativement sous-développée du point de vue du tourisme. 
La région des lacs n'est pas adaptée aux marins en raison de la surface relativement limitée des lacs et à cause des collines environnantes et du ligne de côte  de hautes forêts (pas de vent). De nombreux lacs sont interdits d'utilisation de moteurs à combustion. De plus, ils sont reliés par les rivières Skarlanka (empilée) et Drwęca, ce qui rend la région attractive pour le tourisme de kayak.   
Dans la région des lacs, il y a le parc naturel de Brodnica, dont le siège se trouve à Grzmięca. Des chemins de randonnée, de cyclisme, d'eau et d'équitation permettent de faire des promenades dans le parc.
Des monuments de la culture matérielle sont également présents dans le parc. Parmi eux, il y a les vestiges de collines fortifiées du début du Moyen Âge (environ du lac Strażym), ainsi que des bâtiments sacrés, des bâtiments ruraux traditionnels des XVIIIe et XIXe siècles et les complexes du palais et du manoir de Jabłonowo Pomorskie.   

### Association touristique de la région des lacs de Brodnica
Association touristique de la région des lacs de Brodnica est une organisation à but non lucratif de la communauté rurale et des personnes fournissant des services pour le développement rural et l'agriculture.  

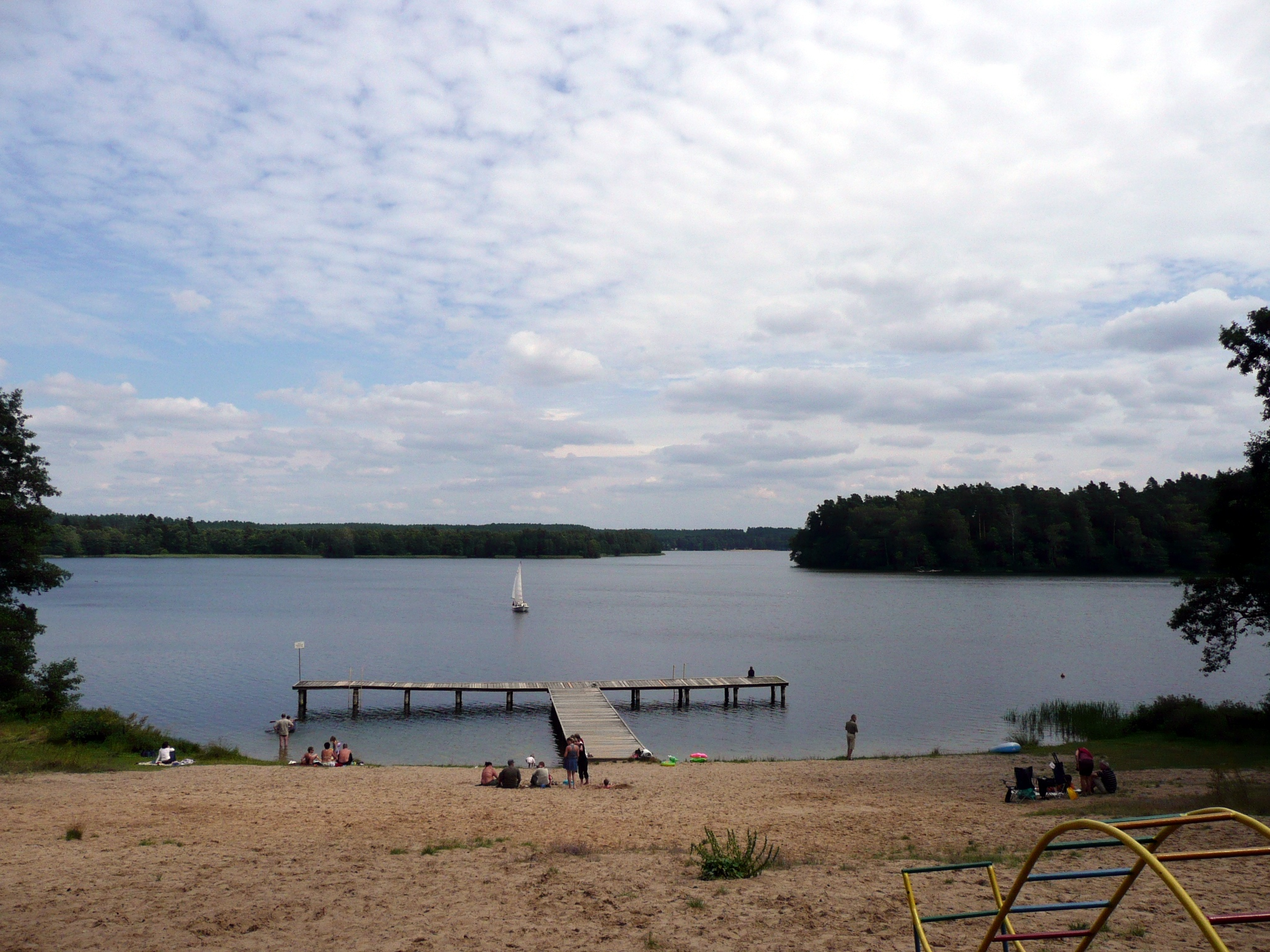
Lac Wielkie Partęczyny
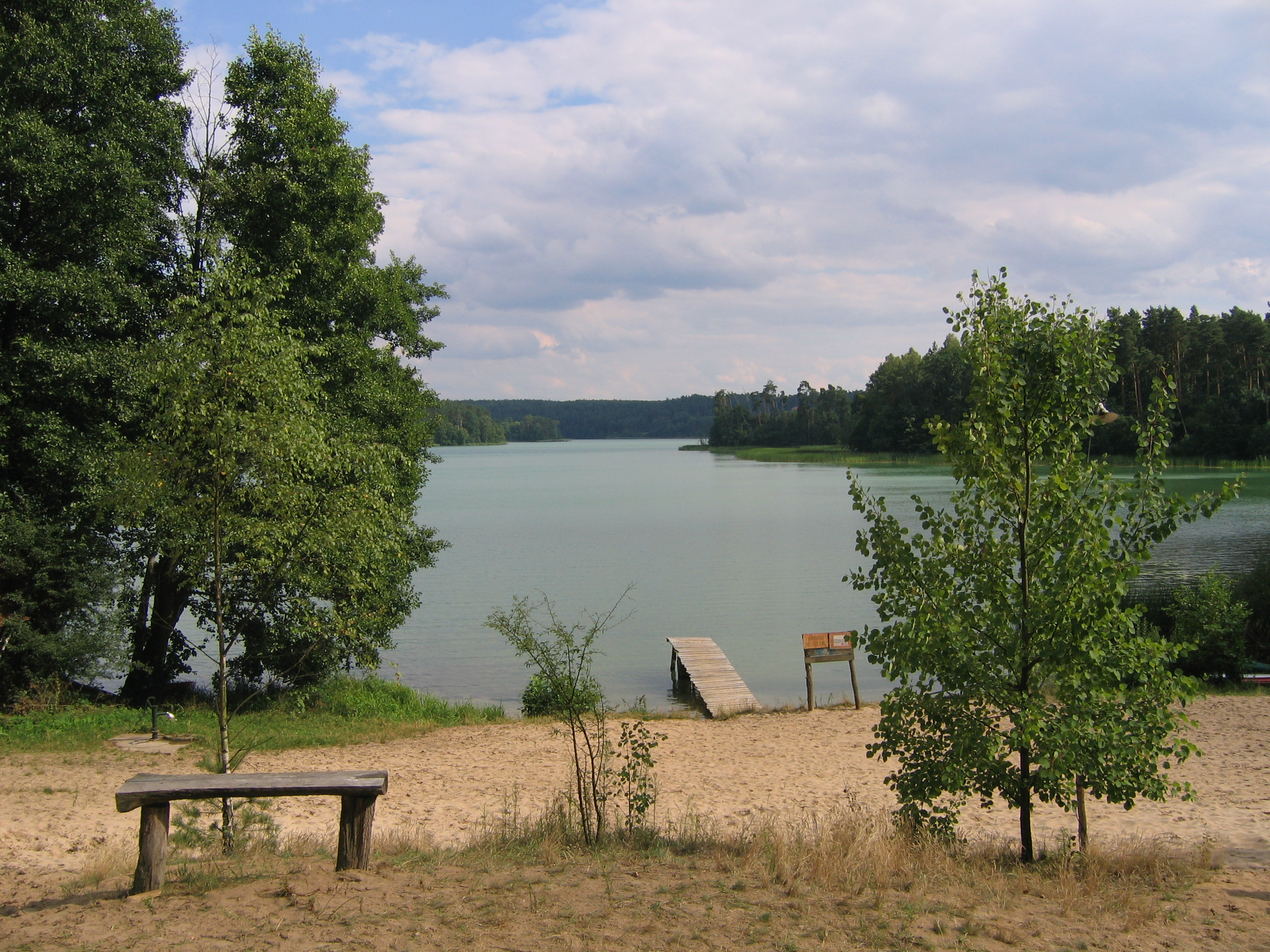
Lac Zbiczno
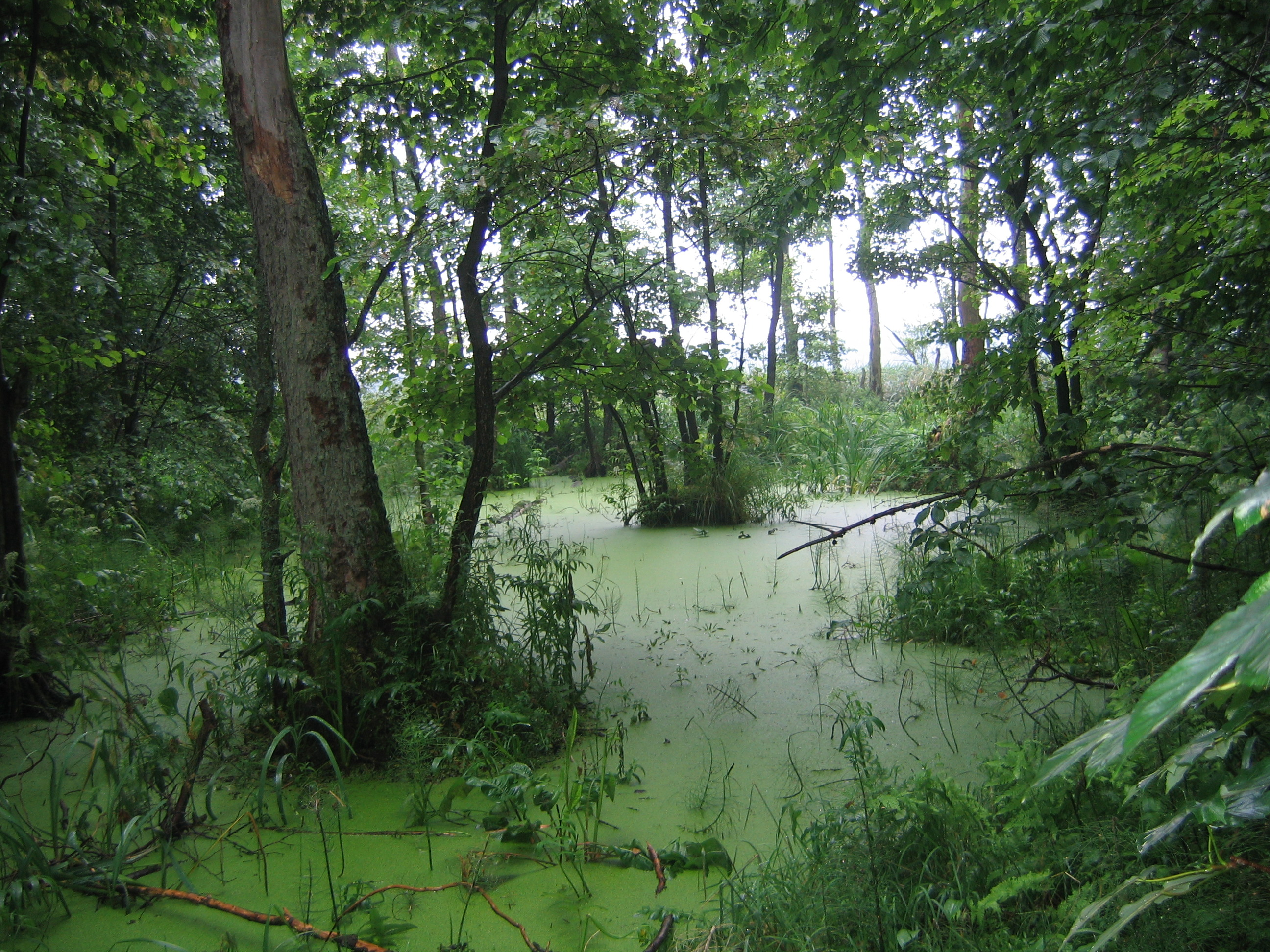
Lac Zbiczno
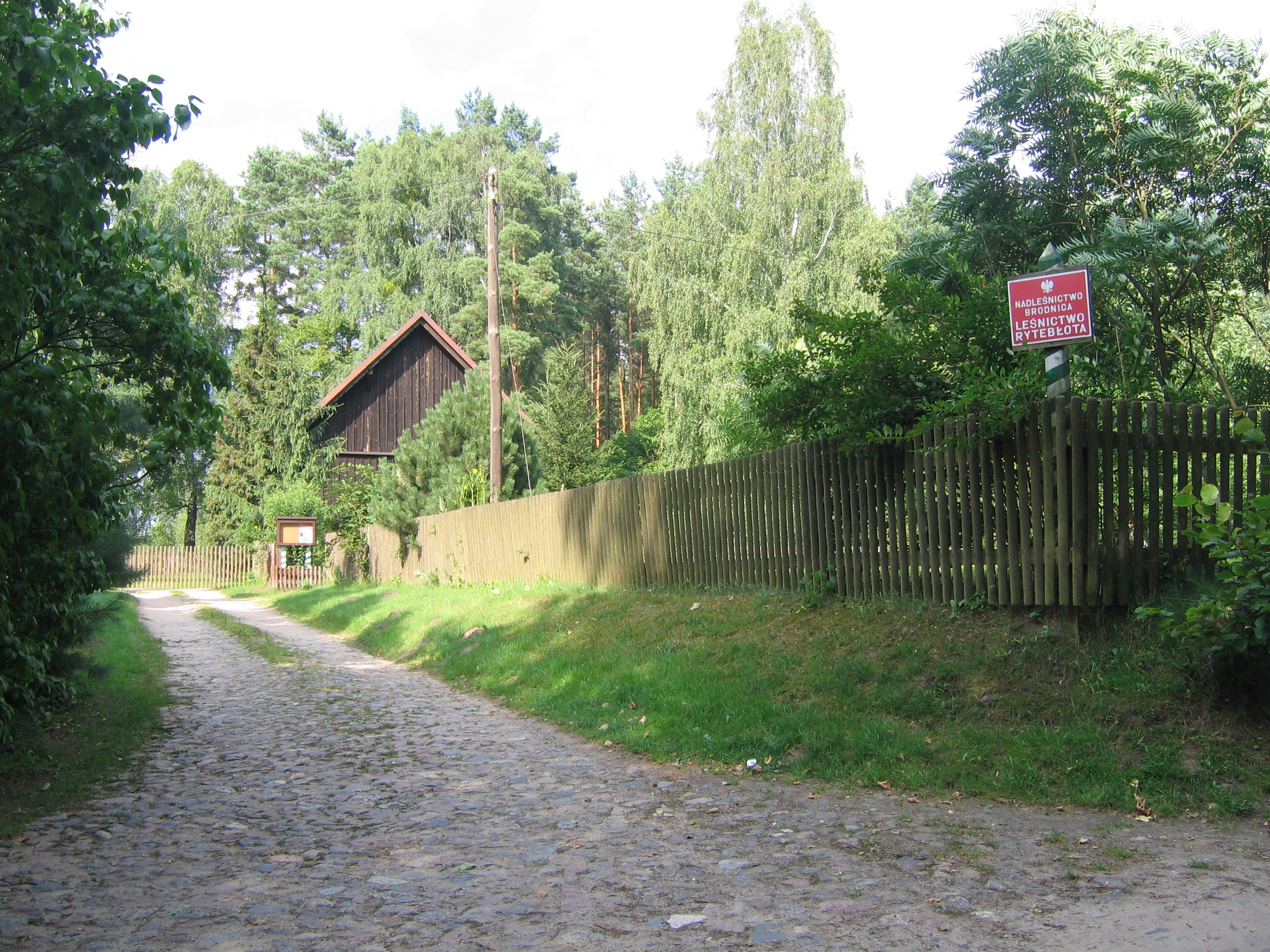
Rytebłota
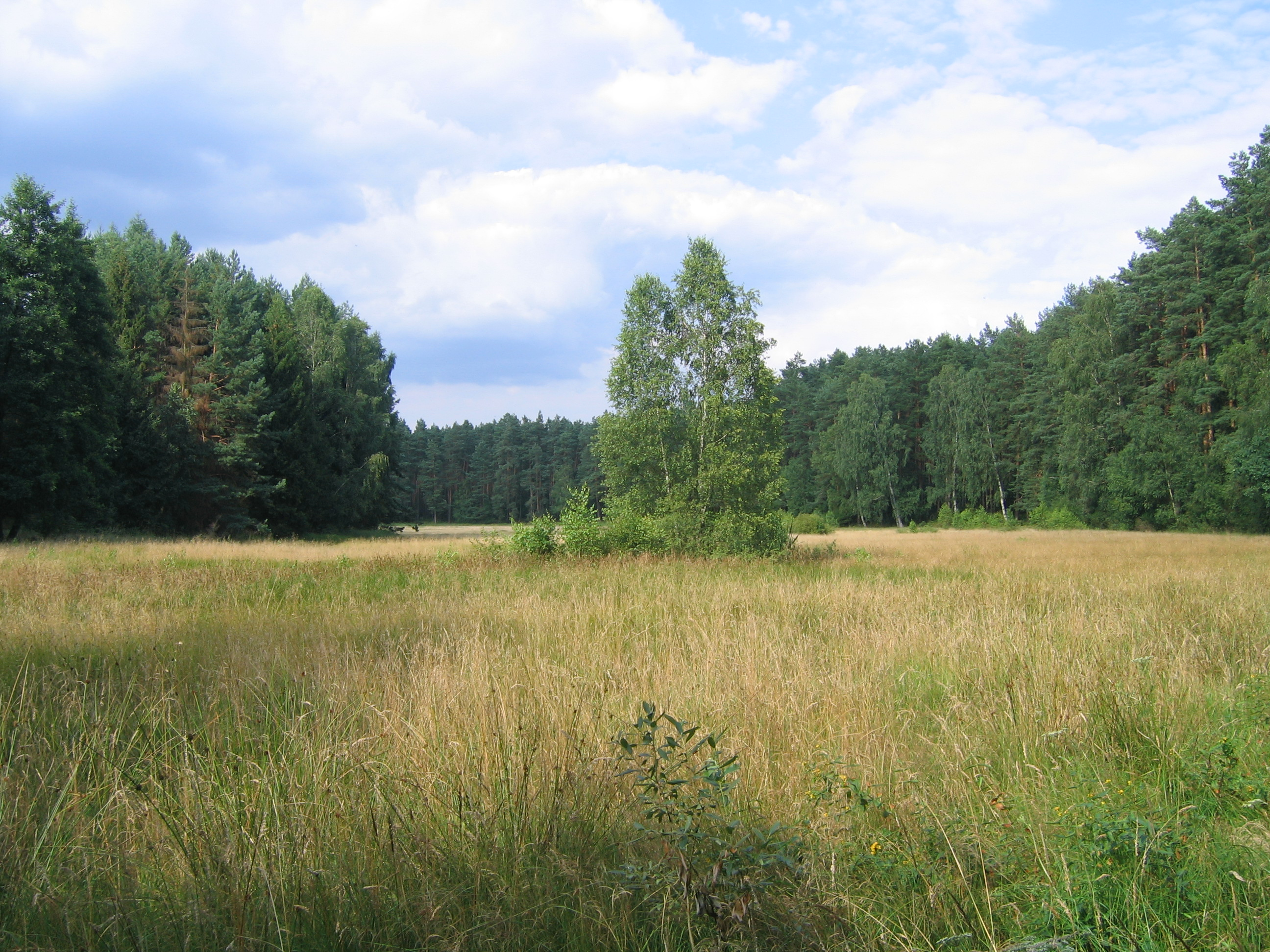
Parc naturel de Brodnica dans la région du lac Zbiczno